# Ернст Мас
Ернст (Аріст) Мас (нім. Ernst Mahs; нар. 1 березня 1807, Санкт Петербург — †1879 р., Одеса) — представник сімейства великих німецьких підприємців в Російській імперії, відомих з XVIIст, банкір, громадський діяч, благодійник.

## Походження
Ернст Мас — син німецького підприємця Йоахіма Маса та доньки знатного лібекського комерсанта Томаса Сіверса — Єлизавети, онук засновника російської лінії сімейства великих підприємців Гамбурга в Російській імперії 18 — початку 20 століття Йоганна Йоахіма Маса.

## Біографія

### Підприємницька діяльність
Після закінчення лютеранської школи св. Анни, Ернст навчався на юридичному факультеті Санкт-Петербурзького університету. Мріяв бути дипломатом.
Деякий час Ернст працював у канцелярії Паризького посла, пізніше — в канцелярії російського міністра закордонних справ графа Нессельроде. Крім того, він займався брокерськими справами у батьківській фірмі.
Через ділові партнерські відносини він познайомився з дуже багатим та знатним на той час бароном Людвігом Штігліцом.
Штігліц, побачивши в Ернсті порядного та знаючого спеціаліста, вирішив запропонувати йому посаду керівника Одеського банку, який був філіалом Санкт-Петербурзької банківської компанії.
В Одесі Ернст познайомився з губернатором М. С. Воронцовим, який був клієнтом банку Штігліца в Одесі. Взаєморозуміння з губернатором наладилося відразу. Так як Ернст Мас був відповідальним керівником від великого Будинку Штігліца, то він, звичайно, забезпечував отримання кредитів управлінням уряду губернії. Крім того, він здійснював також до 1834 року, за дорученням Воронцова, поїздки в Ново Росію, щоб організувати допомогу для голодуючого населення.
Переконуючись в успіхах Ернста Маса в області доброчинності, губернатор довіряв йому і завжди був готовий допомогти в забезпеченні зовнішнього кредиту.
У 1837 році Воронцову вдалося переконати Ернста Маса діяти в некомерційній сфері і офіційно прийняти посаду уповноваженого Комісара по боротьбі з холерою. 22.10.1838 року Ернст Мас був нагороджений Золотою медаллю Олександра — за «смертельно небезпечну службу під час холери».
У 1834 році Ернст одружився з Марією Вільгельміною (1813—1893), дочкою торгового агента Йоганна Георга Клюге з Франкфурт-на-Майні. Клюге були гугенотами, протестантською меншістю, відомими своєю активною торгово-промисловою діяльністю.
Від шлюбу Ернста і Вільгельміни народилися: Аріст (Ернст)(1836—1903), основний спадкоємець в будинку Мас, Томас (1842—1921) і донька Емілія (1850—1935), яка була з 1873 одружена з великим одеським купцем, банкіром і громадський діячем Альфредом Тработті. Ще був син Роберт, який помер в ранньому віці.
З 1835 року фірма «Штігліц і Мас» швидко стає основним торгово- фінансовим підприємством Одеси і домашнім банком клієнта М. С. Воронцова.
У 1837 році Ернст був записаний купцем 1-ї гільдії в Одесі.
Компанія «Штігліц і Мас» існувала до 1838 р., після чого вже фігурує самостійна фірма «Ернст Мас і Ко», яка в подальшому стала однією із найбільших експортерів зерна.
Компанія купувала зерно із сусідніх областей Бессарабії та Поділля, а потім транспортувала на кораблях в Західну Європу, в першу чергу до Англії, Німеччині, Голландії, Бельгії, Франції та Італії
У травні 1838 Людвіг Штігліц і Ернст Мас написали, що вони ліквідують загальну фірму «Штігліц і Мас» «у взаємній згоді». У ліквідаційному циркулярі зазначено, що вся стара клієнтура «Штігліц і Мас» передавалася новій фірмі «Ернст Мас і Ко».
Після ліквідації спільного підприємства з Штігліцом в 1838 році, Ернст почав свій незалежний бізнес.
З початку діяльності Ернста Maса в чорноморському порту Одеси і заснування ним компанії «Ернст Мас і Ко» почалася найуспішніша історія родини Масів.
На той час Ернст був вже висококваліфікованим спеціалістом. У 1840 році він значно зміцнився в Одесі. Зовнішньоторговельний оборот представляв майже 6 % з 750.000 руб. експорту Одеського порту.
«Одеський Вісник» писав: «Протягом перших років існування його фірми Ернст Мас набував в найкоротший час популярність не тільки в межах Росії, але і за кордоном.»
В 1848 році Микола І присвоїв Ернсту, його дружині і дітям звання Почесних громадян міста Одеси.
Незважаючи на численні економічні злети і падіння, які були пов'язані з різними результатами врожаїв та кризою, яка була в результаті Кримської війни 1854—1856 Ернст Мас був провідним експортером міста аж до 1864 року.
В 1869 році залишив керівництво компанії через хворобу очей.

### Придбання Деребчина
В 1871 році Ернст купив для свого сина Аріста маєток в селі Деребчин Подільської губернії Ямпільського повіту. Після експорту зерна та банківської діяльності це було друге за значимістю джерело доходів.
Причини цих інвестицій були в напруженій ситуації в експорті зернових в та в кризі 1860-х років. Маси, як уже зазначалося, непогано перенесли кризу, але визріло логічне рішення вирощувати свою продукцію, щоб не залежати від виробників.
Після скасування кріпосного права багато аристократичних поміщиків хотіли продати свої великі ділянки землі, більшість з яких були придбані німецькими колоністами і торговцями. Мас також був зацікавлений в придбанні такого маєтку. Ще в 1864 році він звернувся за дозволом у придбанні маєтку для сімейного бізнесу.
Саме такий маєток був придбаний ним у доньки Кароліни Вітгенштейн — Марії Миколаївни Гогенлое-Шиллінгсфюрст за 175000 рублів.
Садиба була розділена на п'ять земельних ділянок із загальною площею 8875 десятин (~9700 га).
На території села проживало 733 особи.
Mac вибрав маєток в дуже родючій Подільської губернії, де були всі умови для вирощування цукрового буряка.
Останні роки життя Ернст дуже хворів, майже повністю втратив зір, а в 1879 році — помер.

### Посади
Дуже багато високих посад займав Ернст при житті: був консулом князівства Ганновер (1838—1866 рр.), Гамбурга (з 1848 р.), генеральним консулом Пруссії (з 1860 р.), а також Північно-Німецького союзу та Німецького рейху (1867—1871), депутатом Одеської міської думи, головою Одеського біржового комітету, а в 1873 був зведений у дворянський стан і отримав титул барона. Також відомий як активний громадський діяч і благодійник.
Незважаючи на свої титули, посади, багатство і високе становище у суспільстві, Ернст відзначався великою скромністю.

### Спадщина
Після смерті чоловіка всі статки успадкувала його вдова Марія Вільгельміна та сини Аріст і Томас. У 1893 р., після смерті матері, Аріст успадкував Деребчин, а Томас отримав виплату. Обидва брати продовжував керувати банком та компанією експорту в Одесі.

### Вшанування
В 1881—1882 роках сини Ернст та Томас за проектом архітектора А. Д. Тодорова в пам'ять про батька побудували в Одесі притулок для сиріт.
Споруда, яка займає цілий квартал, з товстими, надійними стінами, дожила до наших днів в дуже гарному стані. Всередині споруди — вузькі коридори, великі кімнати — аудиторії, високі стелі і чудова зала з міцними сходами на другий поверх. Колишній притулок є на даний час одним із корпусів ОДАБА (Одеська державна академія будівництва і архітектури).